# Fissidens gaultieri
Fissidens gaultieri är en bladmossart som beskrevs av Jean Édouard Gabriel Narcisse Paris och Brotherus 1902. Fissidens gaultieri ingår i släktet fickmossor, och familjen Fissidentaceae. Inga underarter finns listade i Catalogue of Life.